# Pawel Michailowitsch Bermondt-Awaloff

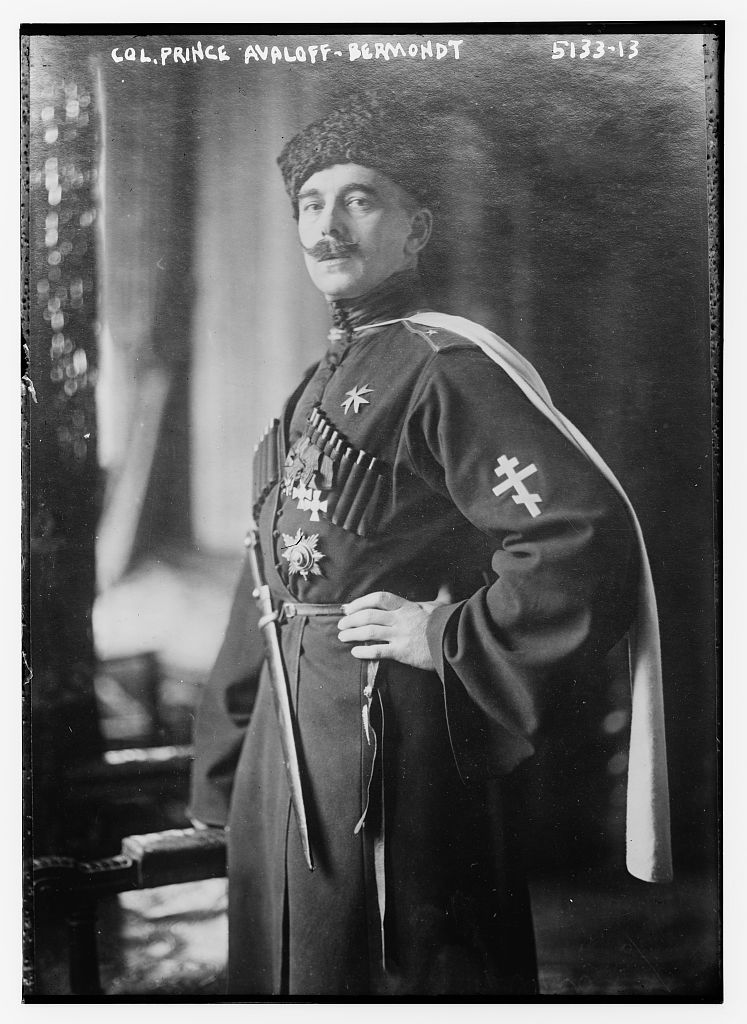
Bermondt-Awalow um 1920

Pawel Michailowitsch Bermondt-Awaloff (russisch Павел Михайлович Бермондт-Авалов; * 4. März 1877 in Tiflis im Russischen Reich; † 27. Januar 1974 in New York City, USA) war ein russischer Abenteurer, Offizier im Ersten Weltkrieg und von Juli bis November 1919 Befehlshaber der Westrussischen Befreiungsarmee im Russischen Bürgerkrieg.

## Leben
Bermondt-Awalows Herkunft, Adelstitel und militärischer Werdegang sind teilweise ungesichert. Vieles beruht auf seinen eigenen Angaben und ist zweifelhaft. Bis zum 6. Oktober 1919, als er den Angriff auf Riga befahl, nannte er sich Bermondt. Am 9. Oktober 1919 nannte er sich dann zum ersten Mal Fürst Bermondt-Awalow. Wie er später behauptete, sei er der leibliche Sohn des georgischen Fürsten Michail Antonowitsch Awalow (Michail Awalischwili), des ersten Ehemanns seiner Mutter. Der Name Bermondt stamme vom zweiten Ehemann seiner Mutter. Auf Fürsprache seines leiblichen Vaters habe er 1919 den russifizierten Namen Awalow und den Fürstentitel angenommen.
In der Armee des russischen Kaiserreiches nahm Bermondt am Russisch-Japanischen Krieg teil. Im Ersten Weltkrieg wurde er nach eigenen Aussagen zum Oberst befördert. 1918 stellte er in der Ukraine Weiße Truppen auf. Mit dem Untergang des Hetman-Staates wurde er zuerst gefangengesetzt, kam dann nach Deutschland und schloss sich den dort tätigen russisch-monarchistischen Gruppen an. Er organisierte im Kriegsgefangenenlager Salzwedel eine kleine Truppe, die er „Korps Graf Keller“ nach dem ermordeten Führer der weißen Bewegung Fjodor Arturowitsch Keller benannte. Anfang Juni 1919 wurde die etwa 300 Mann starke Einheit nach Kurland verlegt. Er verweigerte den Befehl seines nominellen Vorgesetzten Nikolai Nikolajewitsch Judenitsch zur Verlegung nach Estland.
Mit Unterstützung des Generals Rüdiger von der Goltz und durch die Wahl einer Westrussischen Regierung in Berlin wurde Bermondt dann im Juli 1919 als Nachfolger des Fürsten Anatol Pawlowitsch Lieven mit der Führung der Westrussischen Befreiungsarmee beauftragt. In Mitau residierend, ließ Bermondt rauschende Feste feiern und vereinbarte die Übernahme deutscher Freikorps, die schließlich 80 % seiner Streitmacht ausmachten. Insgesamt soll die Truppe rund 50.000 Soldaten ausgemacht haben, 40.000 deutsche und deutsch-baltische Männer und rund 10.000 Russen. Der Übertritt der Deutschen sollte das Verbleiben der Freikorps im Baltikum ermöglichen, nachdem die deutsche Reichsregierung und die Entente-Staaten (USA, Großbritannien, Frankreich) die Truppen zurückgerufen hatten. In Absprache mit General Marsh, dem Stabschef der British Military Mission, wurde Bermondts Einheiten im Kampf gegen die Rote Armee der Frontabschnitt bei Daugavpils übertragen.
Als die deutsche Regierung die weitere Finanzierung der Armee zum 30. September 1919 aufkündigte, ernannte sich Bermondt zum Generalgouverneur von Westrussland mit eigener Zivilverwaltung. In Deutschland wurde illegal das sogenannte Bermondt-Geld gedruckt; als Deckung dienten die ehemaligen Staatswälder Kurlands. Er wurde unter anderem auch vom Johanniterorden und J. P. Morgan, Jr. finanziell unterstützt.
In seinem Buch Meine Sendung in Finnland und im Baltikum schildert Rüdiger von der Goltz die Zielsetzung des Korps Bermondt wie folgt: Da die deutschen Truppen aus Kurland abgezogen werden sollten und die Entente keine deutschen Eingriffe in Russland duldete, sollte ein Korps aus Freiwilligen unter russischer Leitung gegen die Bolschewiken kämpfen. Bermondt galt als deutschfreundlich und anti-bolschewistisch. Deshalb wurde er mit der Führung dieses Korps betraut.
Bei den Kämpfen im November 1919 wurden seine Truppen von der Armee Lettlands geschlagen. Nach der Niederlage bei Riga im November 1919 setzte sich Bermondt zunächst nach Dänemark ab, beförderte sich selbst zum Generalmajor und lebte dann in Deutschland.
Ab 1933 nach der Machtergreifung der Nationalsozialisten war er Vorsitzender einer Russischen nationalsozialistischen Bewegung, die 1939 nach dem Molotow-Ribbentrop-Pakt aufgelöst wurde. Nach einer Haftzeit wurde Bermondt aus Deutschland ausgewiesen. Er siedelte erst nach Belgrad um, ging aber 1941 in die Vereinigten Staaten.

## Sonstiges
- 1919 stiftete Bermondt-Awalow eine Erinnerungsmedaille für die Kämpfer der Westrussischen Befreiungsarmee. Die Medaille bestand aus Bronze und wurde zwischen 1919 und 1921 verliehen.[9]

## Auszeichnungen
- Russischer Orden des Heiligen Georg, zweimal[10]
- Orden des Heiligen Wladimir mit Schwertern

## Werke
- Im Kampf gegen den Bolschewismus. Erinnerungen von General Fürst Awaloff. Oberbefehlshaber der Deutsch-Russischen Westarmee, Glückstadt, Hamburg: J.J. Augustin, 1925.